# Lycosa erythrognatha
Lycosa erythrognatha är en spindelart som beskrevs av Lucas 1836. Lycosa erythrognatha ingår i släktet Lycosa, och familjen vargspindlar. Inga underarter finns listade.
Artens finns i Brasilien, Uruguay, Paraguay och Argentina i Sydamerika.
På samma sätt som andra vargspindlar jagar den sitt byte som bland annat består av paddor.